# Let It Bleed
Let It Bleed är ett musikalbum av rockgruppen The Rolling Stones som lanserades 1969. Det släpptes 28 november i USA och 5 december i Europa. Till stilen är albumet något djupare och hårdare än föregångaren Beggars Banquet. Låtarna drar stilmässigt åt hårdrock, bluesrock, och countryrock. Albumet blev mycket framgångsrikt kommersiellt och nådde förstaplatsen på den brittiska albumlistan och en tredjeplats i USA. Det sålde även bra i många andra länder. År 2003 utsågs det av tidningen Rolling Stone till det 32:a bästa någonsin, på listan The 500 Greatest Albums of All Time. Albumet har sålts i ungefär 3 miljoner exemplar. Enligt RIAA hade albumet sålt guld 1969 och 2x platina 1989. Det var det sista av gruppens album som gavs ut både i mono och stereo, men då stereo blivit det dominerande formatet 1969 gavs monoutgåvorna ut i en betydligt mindre upplaga.
Den inledande låten på albumet är  "Gimme Shelter", som också är en av deras mest välkända låtar, även om den aldrig släpptes som singel. Spår nummer två är "Love in Vain", en Robert Johnson-cover som till soundet starkt bekräftar Rolling Stones blues-rötter. Albumets tredje låt "Country Honk" är en mindre känd, mycket mer countryinspirerad version av "Honky Tonk Women". Även skivans titelspår och låten "You Got the Silver" hämtar inspiration från countrymusik. Albumets avslutande låt "You Can't Always Get What You Want" var en lång rockballad med körarrangemang, som tillsammans med "Gimme Shelter" tillhör skivans mest kända låtar.
Albumet är det allra sista där Brian Jones medverkar och det första där hans ersättare Mick Taylor är med, båda på två låtar. Jones medverkar på percussion på "Midnight Rambler" och autoharpa på "You Got the Silver". Taylor medverkar i sin tur med gitarr på "Country Honk" och "Live with Me". Keith Richards hade tidigare sjungit några av verserna på gruppens tidigare låtar, men på detta album sjöng han för första gången en hel låt själv, "You Got the Silver".
Albumets skivomslag är designat av Robert Brownjohn och består av en surrealistisk "tårta" trädd på en skivväxlare. I tårtan återfinns en ett inkapslat magnetband, en urtavla, en pizza, och ett däck som toppas av en garnerad tårtöverdel där också modeller av bandmedlemmarna står. Framför tårtan spelas "Let It Bleed" av en pickup från en vevgrammofon. Omslagets baksida visar samma motiv i oordning då någon tagit en bit av tårtan. På skivans innerfodral möttes man av uppmaningen "This record should be played loud", "Denna skiva skall spelas med hög volym". Vinylutgåvorna innehöll ursprungligen också en affisch på gruppen.

## Låtlista
Alla låtar utan textförfattare skrivna av Jagger/Richards.

### Sida 1
1. "Gimme Shelter" - 4:30
2. "Love in Vain" (Robert Johnson) - 4:19
3. "Country Honk" - 3:07
4. "Live with Me" - 3:33
5. "Let It Bleed" - 5:27

### Sida 2
1. "Midnight Rambler" - 6:52
2. "You Got the Silver" - 2:50
3. "Monkey Man" - 4:11
4. "You Can't Always Get What You Want" - 7:28 (The London Bach Choir medverkar)

## Listplaceringar
| Lista (1969-1970) | Position          |
| ----------------- | ----------------- |
| Danmark           | 1                 |
| Finland           | 12                |
| Frankrike         | 1                 |
| Kanada            | 4 (RPM)           |
| Nederländerna     | 1                 |
| Norge             | 2 (VG-lista)      |
| Storbritannien    | 1                 |
| Sverige           | 5* (Kvällstoppen) |
| USA               | 3 (Billboard 200) |
| Västtyskland      | 3                 |